# 尊严
尊严（英語：dignity）或稱人性尊嚴（human dignity），指於道德、伦理、法学和政治学學说的讨论中，用以表明人本固有的价值属性和拥有受到他人的尊重的权利。它是啟蒙時代聚焦于探讨人本所固有的不可剥夺权利概念的延伸和扩展，经常以一种警示和劝戒的方式出现：例如，在政治上常用来表示对于刑罚所体现的不平等施虐的反抗和弱势群体寻求平等对待的诉求。但同时它也在扩展自己的应用领域，在文化、亚文化及宗教信仰等观念中得以阐释，甚至是那些供人類食用乃至研究的动植物试验品也拥有尊严可言。此外，尊严更多的意义体现在人类价值的维度，尽管并未就此给予明确一致的定义。总之，尊严概念有着丰富的意蕴，在不同的语境和背景中呈现出不同的功能和内涵。
从词源学上考察，尊严的英文单词来源于拉丁文“dignitas”并经由法语“dignité”演变而来。在日常用法中，该词指示尊重和身份地位，常用来表明一个未获得他人足够尊重或甚至不能正确对待自尊的人之诉求。在哲学史上，长久以来存在着各种关于自尊概念的各种特殊内涵和用法。但是在政治学、法学和自然科学的研究中却罕有明确的定义。迄今为止，也未有国际公认的标准。
在科学研究特别是基因学研究中把尊严也常看做理性的体现，但其具体应用却很模糊。

## 哲学意义的演变

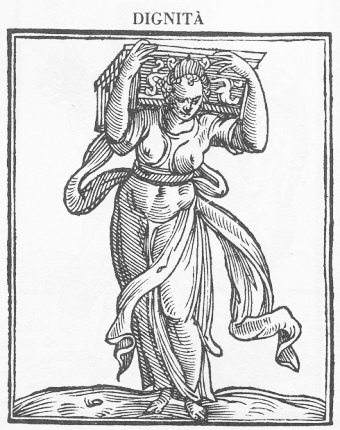
切萨雷里帕製作，有關尊嚴寓言的木刻版画

### 若望·皮科·德拉·米兰多拉
文艺复兴时代哲学家若望·皮科·德拉·米兰多拉把尊严看作理念和存在。在其代表作《论人的尊严》，皮科注重阐明了人文科学的尊严和天使的尊严和荣光。此外，他也论述到哲学家本身既是是具有的无上的尊严。他的这篇演讲也被視為体现文艺复兴核心思想内涵的作品，并由此与人文主义哲学的发展紧密地联系在一起。

### 康德
作为十七至十八世纪启蒙时代的重要哲学家，伊曼纽尔·康德认为存在着一些不可用价值定义而只能赋予尊严意义的事物。价值（伦理意义上的）是相对的，原因在于事物的价值依赖于观察者对事物所做的判断：观察者看待事物的角度不同，所做的判断各异，在此基础上也形成的价值尺度自然千差万别。而在康德看来，只有那些超越一切价值之上的事物才称的上是绝对的，它们是寓目的于自身之内的。而当这些事物拥有道德维度或是需要在正确与错误之间做出选择时才可以寓自身为目的而非手段。用康德的话来说即是：“唯有道德和人之本性才可冠以尊严之名」人的尊严一直是西方哲学史上众多哲学家关注的焦点问题，但对此论述都相对模糊，康德也即是以此为出发点而阐明自己的思想。他认为自由意志是其核心要点：人的尊严体现在人是一个行动者，并凭借自身的行动来进行选择的这种能力。

### 阿兰·葛维慈 & 莫蒂默·阿德勒
二十世纪晚期，两位重要的哲学家出版了关于尊严问题的重要著作，一位是美国哲学家、芝加哥大学哲学教授阿兰·葛维慈，另一位则同样是来自美国的哲学家莫蒂默·阿德勒。葛维慈关于人的尊严的观点常被用来和康德的尊严观做鲜明地对比，他认为康德主张只有把人当做行动者看待时才可以论及尊严问题。由此他继承了康德关于人的权利来自尊严的观点，但却不仅仅局限于后者只是关注人类所承担的积极义务和加诸人类的尊严问题，而是大大扩展其理论内涵，指出各种道德规范的目的不仅是避免遭到伤害而自我保护，更多的则是致力于齐心协力创造并维护一个“共同福祉”的理性社会状态。
另一位哲学家莫蒂默·阿德勒扩展了尊严问题的研究范围，探讨了包括劳动尊严的众多问题。这里他的关注点集中于人类平等和享有平等的尊严权这两方面。在阿德勒看来，平等的尊严权根源于人是否平等的问题，而这又与人类为何是异于其他物种，包括动物等而如此独特的问题紧密相关。对此他认为人类平等的原因在于每个人都是与动物截然不同的特殊个体。他说：“人的尊严在于人之为人的尊严，是一种摆脱他物所有而具有的尊严。”否认人的这种独特性即是否认人类所应享有的平等尊严和平等对待权。

### 其他哲学家的观点
即罗杰·威瑟默（Roger Wertheimer）之后，丹·艾贡森（Dan Egonsson）指出，在持有一种把尊严看做人之为人的这种传统观点（艾贡森把这种传统观点称为“基本态度”，威瑟默称为“基本信仰”）之外，人们越来越倾向于把那些并非仅仅为人所具有的东西加之尊严的内涵。对此，艾贡森表明那些同时具备人性并且鲜活实在的东西才配归属于尊严的范畴。而威瑟默则宣称那种认为人类即具有与之相匹配的人类地位的观点并非是确定无疑的真理。
根据德国著名哲学家亚瑟·叔本华的理论：“尊严是他者对我们自身价值的意见，这种关于尊严的主观性定义正是我们对他者意见恐惧的体现。”

## 宗教意义
人的尊严是新教和天主教共有的核心问题。天主教会教义问答坚持主张“人的尊严在于人是按天主的肖象造成”，“人类只有作为天主形象的创造物才拥有人所具有的尊严。” 天主教会也进一步地阐述：“自由的权利属于每个人，原因在于它是与人之为人的尊严权紧密联系在一起的。"同康德的尊严观类似的地方在于：天主教会把尊严归之于人是行动者和其具有的自由意志。而教会则进一步的把这种自由意志的来源归之于天主，人因其是天主形象的创造物而具有如此之能力的。
人的尊严也同样是犹太教所关心的核心问题。塔木德警告，不要公开的，而是要私下的捐赠慈善，以免冒犯受赠人的尊严。中世纪犹太哲学家麦芒尼德在他那本哈拉卡（著名的犹太经典）里警示法官要维护被审判者的尊严：“让人性尊严在你的目光中闪耀，人可以取代那些罪恶的犹太祭司的桎楛。
伊斯兰教的尊严观则由伊朗伊斯兰文化和交流促进组织协会主席默罕默德-阿里·塔斯基西里提出。1994年，他指出尊严是众生所具有的平等潜能的一种状态，而这种潜能唯有通过一种虔诚地面向神灵的宗教生活才可实现。该观点承袭了1990年开罗伊斯兰人权宣言，该宣言认为：“真正的信仰在于提供一种保证，即人在通向其完善性的道路上不断地增强人性的尊严”。
在大乘佛教里，人性尊严被看做成佛的佛性，而根源在于人可以选择通向自我完善的道路。

## 关于尊严的宣言和公约
二十世纪，众多促进世界和平和捍卫人权的众多宣言常常出现尊严一词。
例如：
《世界人權宣言》：
第一條—人人生来享有自由和平等的权利。具有天赋的理性和良心，遵循互助的原则而行事。
第二條—不论种族、肤色、性别、语言、宗教信仰、政治倾向以及价值取向、国籍和社会背景、个人特质、家世和地位，每个人平等地享有自由和人权。
一些宣言也随之呼吁尊严应该包涵更多的权利。对于一些评论者所认为的尊严并非普遍共有的权利，没有任何一项国际性的宣言给予支持。

## 医学中的尊严问题
20世纪，尊严成为了医师和药学研究者探讨的核心议题。其探讨的问题涉及到人类遗传工程中的生物伦理学、人类克隆，临终关怀（如同特瑞·夏维事件里所展现的那种情景，一个女子被诊断出一种持续性植物神经症，但为了摆脱病痛而选择安乐死，由此引发对于生命伦理学的争论）。

### 世界性的统一宣言
1964年7月，世界医学学会发布了赫尔辛基宣言。该宣言的11页这样写道：“从事医学研究的医师要遵循尊重生命、健康、尊严、正直、人的自主决断、隐私权和对个人研究主题的保密这些原则行事。”
欧洲议会提出尊严的概念旨在促进生物学和医学的进步。1997年4月， 在西班牙西北部小城奥维耶多，它们一致通过了生物学和医学应用领域维护人权和人性尊严公约。该公约的序言这样写道：
及时关注生物学和医学的快速发展；
我们要意识到作为独立的个体同时也是人类种族的一员，我们需要尊重他人并且认识到到维护人的尊严的重要性；
意识到生物学和医学的滥用可能会导致损害人的尊严的行为发生；

致力于采取有效措施捍卫生物学和医学应用方面涉及到的人的尊严、基本人权和自由权利。
此外该宣言还指出，“赞同该宣言的各团体应该在生物学和医学方面做到维护全体人类的尊严和身份认同权，并且确保每一个人免遭歧视、尊重他人的廉正、自由和其他基本人权。”
1998年，联合国在联合国教科文组织关于人类基因组和人权宣言提到了尊严问题。宣言的第二条指出 “每个人都享有他人尊重自身尊严的权利。”在第24条，该宣言警示通过移除基因缺陷而治疗疾病“将会践踏人的尊严”。针对该宣言的评论表明当今一系列涉及人类基因和细胞胚胎的治疗研究都将因为触犯人的尊严权利而受到谴责，岌岌可危。

### 加拿大
1996年，加拿大政府发布报告公布了一种新型生殖和基因技术。该份报告以“尊重人的生命和尊严原则”为理由反对各种与基因和人类生殖相关的研究活动。并且指出这些活动“背离了加拿大所奉承的人平等享有生命和尊严权的价值观”

### 丹麦
丹麦卫生部发布了丹麦1988议会法案，并且建立了丹麦道德伦理委员会。该委员会建议卫生部关注医学和基因领域的研究。2001年，该委员会谴责了用于生殖性的克隆技术，原因在于“它背离人的尊严、产生一系列克隆人，而这些人类再生技术的研究是对克隆胚胎尊严的践踏。”

### 法国
1984年，法国建立了全国生命道德和健康科学咨询委员会（CCNE）来建议政府对医学实践和研究进行监管。1986年，该组织宣传宣称：“对人的尊严的尊重必须引导知识的发展和促进相关研究遵循一定的准则。”同时也指出人类胚胎的研究必须遵守“理性规则”、并且尊重实验胚胎的“尚未明确予以承认的尊严”此外，他们坚持认为在人类胚胎的研究中，所遵循的伦理准则包括“尊重人的尊严”和“科学尊严”

### 葡萄牙
葡萄牙伦理委员会在1997年发布了“克隆伦理问题意见”。该意见宣称：“由于人类克隆技术将带来人类尊严、人群和社会生命的平等问题，因此它备受争议而遭到世人的批判和拒斥。

### 瑞典
瑞典颁布了“基因完整性法案”（2006:351），“医疗行为法”（2002:297），“健康和医学（专业服务）法案”（1998:531）和“健康和医学服务法案”（1982:763），以表达对于于“人性尊严”的关切。

### 美国
2008年，生物伦理学总统委员会一直寻求就尊严问题达成共识但最终以失败告终。该委员会主席埃德蒙顿·D·佩莱格里诺博士在给美国总统的一份信中写到：“……我们没有任何关于人的尊严的世界性普遍共识。”

## 法律中的尊严概念
迈尔斯·S·麦克杜格尔（Myres S. McDougal）、哈罗德·拉斯韦尔（Harold D. Lasswell）和陈龙珠（Lung-chu Chen，音译）把尊严看做国际法的基础准则。他们认为这种做法是遵循 “自然法的路径”，而自然法在他们看来即是依赖于“信仰的训练”。麦克杜格尔、拉斯韦尔和陈龙珠这样说道：
采取自然法径路长久以来的面临的困难在于它的预设、思维程序和辩论形式可以同时被拥护人的尊严权和拥护那些反对人的尊严但赞同人的权利的理性解释的人作为论据使用。

### 加拿大
2004年，加拿大颁布了人类生殖援助法案。该法案章节2（b）写道：“通过采取各种措施维护人类健康、安全、尊严并捍卫使用先进技术手段和相关研究中涉及的人权，那些旨在帮助家庭和社会使用的人类生殖援助技术和对个体的相关研究就可以得到有效的实施。”该法案规定，从事未经合法授予的例如创造克隆生物的活动将会予以最高50万美元的罚款和最长10年的监禁。

### 欧盟
欧盟基本人权宪章首条即宣称人的尊严神圣不可侵犯。

### 法国
1997年，生命伦理和健康科学全国咨询委员会和相关人士指出，建立在生物医药学研究方面的法兰西尊严法是存在矛盾的。该法案严禁随意破坏人类胚胎，但另一方面却宣称如果胚胎存活5年即可被毁灭；它禁止研究在法国本土创生的人类胚胎，但却允许对外来的胚胎进行实验；它禁止研究者为了进行研究而创造人类胚胎，但同时却允许使用那些通过体外受精留存下的胚胎进行实验。 

### 德国
人的尊严是德国宪法的基本准则。其第一条第一段这样写道：“人的尊严神圣不可侵犯。尊重并维护人的尊严是所有国家机构的职责”人的尊严权甚至早于生命权而被提出。它因此对德国法律的制定和各种大小案件的司法审判产生了重要影响：
- 人的尊严权是德国刑法的基础，以此禁止以各种形式向公众传播摧残人性的内容。由此可以依据该法案审查恐怖片，类似追捕和格斗之王这些视频游戏就被强制禁播。
- 1977年，德国联邦法院有判決認為[43]，無期徒刑必須原則上賦予受刑人重獲自由之機會，才是符合人性尊嚴之刑罰。光是有被特赦的機會尚非充分，法治國原則要求要求，應以法律明確規定可以停止執行無期徒刑之要件以及其程序。当囚犯在服刑15年以后，其服刑期间表现良好且如若释放后对社会没有太大的危害性的话即可获得假释。但该判決还指出，如果假释后判诀被重新认定的话，那么该囚犯就难逃无限期监禁的刑罚了。
- 德国航空法案的14（3）部分规定，如果民航客机被恐怖分子劫持作为袭击武器时，联邦国防军有权击落该客机。这项未被宪法所授权的决议正是基于人的尊严权而得以实施：牺牲小部分无辜人的生命而挽救大众之所以被认定是合法的，原因正是在于该做法把尊严看做是一种可度量和有限度的量化物。
- 意大利贝纳通集团一则广告里出现了人的臀部被贴上艾滋病人的标签这个画面，由此被宣称是对人的尊严的侵犯，但最终还是以合法认定收场。[44][45]
- 1975年，德国第一部授权堕胎合法化法案被认定是为违宪的 ，原因在于法庭认为人类胚胎也是拥有尊严的。[46]随后，1990年新的堕胎法颁布，该法案认定所有的堕胎行为除非事先接收过相关咨询建议，否则在法理上都是非法的。[47]
- 1981年12月1日, 德国联邦最高行政法院宣称窥视是一种侵犯他人尊严的行为，因为该行为完全置被窥视者的感情于不顾而随意践踏。随后该项决议被修正。但是那些被窥视者未能看到窥视者的窥视行为因为涉及到尊严的问题而仍被禁止。

### 伊朗
对人的尊严的尊重被写入了伊朗宪法。该宪法第二条把六项原则和基本纲要看作是宪法第一条里被称为伊朗伊斯兰共和国的这样一个政府控制体系得以建立的基础。该六项原则对人的尊严和相关规定的重视可以反映出:“伊朗伊斯兰共和国是在诸如……人的尊严、高尚的价值、自由和神面前的自我责任感这些信仰之上建立的”。但是，在被写入宪法之前，人的尊严卻仅仅指涉大众媒体所关心的问题

### 南非
南非宪法把“人的尊严、平等权和人权自由的进步”看做南非共和国建立的部分价值基础。南非人权法案也被看作是对“诸如人的尊严、平等和自由这些民主观念的承认和肯定。其宪法第十节明确地指出“每个人生而具有尊严，并且享有尊严被尊重和受保护的权利。”在法律体系里，尊严常被看作是隐匿在个人安全和隐私权这些具体权利之内的权力形式。此外其内涵也直接体现在了涉及刑罚判决，诽谤法，以及婚姻和家庭生活权的法案应用中。

### 瑞士
瑞士联邦宪法第七条指出“人的尊严必须被尊重和保护”。同时在120条里指出：在对涉及生殖和基因材料的使用进行立法时，相关立法机构要充分考虑到生者的尊严，以及人类、动物和环境的安全。随后在2008年，非人类生物技术联邦道德委员会（简称）即向公众发表了一部题为“关于动植物的尊严”的报告。

## 延伸阅读
- Andorno, R. . Journal of Medicine and Philosophy. 2009-06-01, 34 (3)  [2022-05-26]. ISSN 0360-5310. doi:10.1093/jmp/jhp023. （原始内容存档于2022-06-17） （英语）.
- Illie, Antonio Pelé. . Universitas: Revista de filosofía, derecho y política. 2004, (1)  [2022-05-26]. ISSN 1698-7950. （原始内容存档于2022-05-26）.
- Sweet, William. . 'Whose Dignity is it Anyway? Lecture presented as part of the 'Breakfast on the Hill' series, Parliament Hill, Ottawa, Canada, May 2007.
- Dignity Spiritualwiki
- Dilley, Stephen and Nathan Palpant (eds.), Human Dignity in Bioethics. From Worldviews to the Public Square. New York: Routledge, 2013. （页面存档备份，存于）
- Hein, David. "Christianity and Honor." The Living Church, August 18, 2013, pp. 8–10.
- Salehi, Hamid Reza. . Journal of Bioethical Inquiry. 2013-06, 10 (2). ISSN 1176-7529. doi:10.1007/s11673-013-9437-8 （英语）.